# 8 Mile
8 Mile is een Amerikaanse dramafilm uit 2002 onder regie van Curtis Hanson. De hoofdrol wordt vertolkt door Eminem.

## Verhaal
B-Rabbit is een beginnende rapper die zijn doorbraak ziet in een rapcompetitie. Eenmaal op het podium klapt hij dicht en verliest hij zijn eerste rapbattle. Na deze scène wordt het leven van B-Rabbit beschreven.

## Rolverdeling
| Acteur             | Personage                   |
| ------------------ | --------------------------- |
| Eminem             | Jimmy 'B-Rabbit' Smith, Jr. |
| Kim Basinger       | Stephanie Smith             |
| Mekhi Phifer       | David 'Future' Porter       |
| Brittany Murphy    | Alex Latorno                |
| Evan Jones         | Cheddar Bob                 |
| Omar Benson Miller | Sol George                  |
| De'Angelo Wilson   | DJ IZ                       |
| Eugene Byrd        | Wink                        |
| Taryn Manning      | Janeane                     |
| Proof              | Lil Tic                     |
| Michael Shannon    | Greg Buehl                  |
| Chloe Greenfield   | Lily Smith                  |
| Anthony Mackie     | Papa Doc (Clarence)         |
| Xzibit             | Mike                        |